# Plotí
Plotí (grec antic: Πλωτίνος, llatí: Plotinus; 205 - 270) fou el principal filòsof del neoplatonisme, corrent que integrà també Numeni d'Apamea, Porfiri, Jàmblic i Procle. Fou alumne d'Ammoni Sacas (que havia volgut harmonitzar Aristòtil i Plató), com també ho fou Orígenes, i mestre de Porfiri. Posteriorment, altres pensadors, especialment de creences cristianes, com Agustí d'Hipona i Boeci, mostraren una forta influència (per filiació) de Plotí i del neoplatonisme.
L'obra de Plotí és en essència un gran i original comentari de les obres de Plató, d'una forma molt més estructurada de com ho va fer Filó d'Alexandria. Atret per l'idealisme platònic, va desenvolupar la seva filosofia incorporant-hi elements cristians amb idees filosòfiques gregues i orientals.
La seva obra principal foren les Ennèades, una compilació dels tractats que escrigué de l'any 253 fins a pocs mesos abans de la seva mort, 17 anys més tard. La tasca de recopilar els tractats i organitzar-los com a llibre va ser feta per Porfiri, que les agrupà en sis grups de nou (en total, 54 tractats). En les Ennèades, Plotí explica les lliçons que impartia en la seva escola a Roma.
Tota la seua obra va ser ordenada per un metge atenès, Eustoqui d'Alexandria, molt amic del filòsof, que també el va acompanyar en la seua malaltia final el 270.

## Algunes dades biogràfiques
Porfiri va informar que Plotí tenia 66 anys quan va morir l'any 270, el segon any del regnat de l'emperador romà Claudi II, donant-nos així l'any del naixement del seu mestre al voltant del 205.
Eunapi va informar que Plotí va néixer a Licos, que podria referir-se a la moderna Asyut a l'Alt Egipte o a la Licòpolis deltaica, al Baix Egipte. Això ha portat a especulacions que podria haver estat egipci nadiu, egipci hel·lenitzat, grec o romà.
Segons Suides va néixer a Licòpolis a Egipte; possiblement fou d'ascendència romana, llibert o fill d'un llibert. Va participar en l'expedició de l'emperador Gordià III (242), a la mort del qual es va retirar a Antioquia.
L'historiador Lloyd P. Gerson afirma que Plotí era gairebé segur grec. AH Armstrong, una de les autoritats més importants sobre els ensenyaments filosòfics de Plotí, escriu que: «Tot el que es pot dir amb una certesa raonable és que el grec era la seva llengua normal i que tenia una educació grega». Es deia que el mateix Plotí tenia poc interès en la seva ascendència, el lloc de naixement o la de qualsevol altra persona. La seva llengua materna era el grec.
Plotí tenia una desconfiança inherent a la materialitat (una actitud comuna al platonisme), mantenint la visió que els fenòmens eren una mala imatge o mímica (mimesis) d'alguna cosa superior i intel·ligible (VI.I) que era la part més veritable de l'ésser genuí. Aquesta desconfiança es va estendre al cos, inclòs el seu; Porphyry informa que en un moment donat es va negar a fer pintar el seu retrat, presumiblement per les mateixes raons d'antipatia. De la mateixa manera, Plotí mai va parlar de la seva ascendència, la seva infància, o el seu lloc o data de naixement. Des de tots els comptes, la seva vida personal i social va mostrar els estàndards morals i espirituals més alts.
Plotí va començar els estudis de filosofia als vint-i-vuit anys, cap a l'any 232, i va viatjar a Alexandria per estudiar. Allà estava insatisfet amb tots els professors que trobava, fins que un conegut li va suggerir escoltar les idees del filòsof platònic autodidacte Ammonis Saccas. En escoltar la conferència d'Amoni, Plotí va declarar al seu amic: «aquest és l'home que buscava», va començar a estudiar atentament amb el seu nou instructor, i va romandre amb ell com a estudiant durant onze anys. A més d'Amoni, Plotí també es va veure influenciat per les obres filosòfiques d’Aristòtil, els filòsofs presocràtics Empèdocles i Heràclit, els filòsofs platònics mitjans Alexandre d'Afrodisias i Numeni d'Apamea, juntament amb uns quants estoics i Neopies.

## Doctrina filosòfica
En essència, la filosofia de Plotí és contrària a la visió dels gnòstics, que presentaven el món com el lloc del mal, i ofereix un cosmos perfecte, bo, diví. Segons Plotí, el cosmos (la realitat) té un ordre jeràrquic, sense fissures, i això té una interpretació no tan sols estrictament cosmològica sinó també teològica i espiritual. Cadascun dels nivells de l'ésser dins d'aquest ordre rep el nom d'hipòstasi.

### Hipòstasi
La dualitat platònica entre les idees i les coses es resol en una unitat de l'ésser, l'existència de l'un, del qual tot emana i al qual tot torna. L'un és el primer principi, la primera hipòstasi. L'un només es pot definir de forma negativa, ja que és inefable, incognoscible, indeterminat, absolutament transcendent, i no necessita res (existeix per si mateix). S'identifica amb el bé platònic. El que fa que l'un es conegui a si mateix no pot ser el pensament, ja que es troba per sota d'aquest en nivell d'ésser, sinó la contemplació de si mateix: en aquest aspecte, guarda similituds amb el primer motor immòbil d'Aristòtil.
D'aquest provenen tots els éssers existents per emanació, no per creació, com defensa la visió cristiana de la creació ex nihilo ('del no-res') del món. Per mitjà de l'emanació, allò que és superior, en el sentit de més perfecte, produeix, per sobreabundància, els seus inferiors. El mateix Plotí compara el fenomen de l'emanació a la irradiació de llum des del Sol, que sembla il·luminar-nos sense que aquest fet alteri la seva naturalesa en fer-ho. Les tres hipòstasis que participen en el procés de l'emanació són: un, nóus, ànima.
La primera emanació de l'un és el nóus, la Intel·ligència, seu de les idees platòniques i del pensament extratemporal, identificat metafòricament amb el demiürg platònic que es presenta en el Timeu de Plató. D'aquest emana l'ànima, que Plotí subdivideix en l'ànima del món i l'ànima humana.
Per acabar trobem la matèria, que és el grau més imperfecte de l'ésser, i que ja no es considera una hipòstasi. Així, la formació dels éssers corporis s'ha d'entendre com a il·luminació de la matèria, que rep la perfecció per emanació de les tres hipòstasis superiors.

### Moviment del cosmos
La jerarquització en hipòstasis de Plotí converteix el cosmos en una estructura ordenada. De fet, pensa el cosmos com una realitat viva, eterna, orgànica, perfecta, i bella. Com a entitat viva, necessàriament ha de tenir moviment. Aquest moviment consta de dues fases, i és interpretable tant en sentit cosmològic com religiós:
- El desplegament és la diversificació (moviment còsmic), que procedeix de la unitat i fa aparèixer la multiplicitat per emanació.
- El replegament, o recuperació (moviment espiritual), és el moviment de simplificació, des d'allò múltiple cap a la unitat.

Cap dels dos moviments és complet per si mateix, ja que cal un moviment doble acompanyat de descens i d'ascensió.

### Forma de coneixement i virtut
El coneixement només pot ser autèntic si està lligat a la contemplació mística de la unitat. Tanmateix, això planteja un problema, ja que l'un resulta incomprensible en estar més enllà de l'ésser humà. Per a Plotí, l'única manera de superar aquesta aparent contradicció és no perdre el coneixement de l'un, ja que l'autèntic coneixement és precisament el de l'incognoscible. El coneixement que no es dedueix de l'un no té punt de partença. Així, el coneixement tan sols es pot entendre com un procés dur d'ascensió de l'ésser humà.
Els quatre graus del coneixement que descriu Plotí es corresponen amb els graus de virtut: 
- La política respon a la necessitat de moderació de les passions.
- La intuïció de l'intel·ligible en el sensible és alhora art, contemplació de Déu i alliberament del cos.
- La intuïció de l'intel·ligible en si i per a si és la ciència.
- L'èxtasi és la reunió i identificació amb l'un.

## Influència

### Món antic
L'emperador Julià l'Apòstata va estar profundament influenciat pel neoplatonisme, igual que Hipàcia d'Alexandria. El neoplatonisme també va influir en molts cristians, inclòs Pseudo-Dionís l'Areopagita. Sant Agustí, encara que sovint es refereix com un platònic, va adquirir la seva filosofia platònica mitjançant la mediació dels ensenyaments neoplatònics de Plotí.

### Cristianisme
La filosofia de Plotí va tenir una influència en el desenvolupament de la teologia cristiana. A History of Western Philosophy, el filòsof Bertrand Russell va escriure que:
| « | Per al cristià, l'Altre Món era el Regne del Cel, per gaudir després de la mort; per al platònic, era el món etern de les idees, el món real en contraposició al de l'aparença il·lusòria. Els teòlegs cristians van combinar aquests punts de vista i van encarnar gran part de la filosofia de Plotí. […] Plotí, en conseqüència, és històricament important com a influència en el modelatge del cristianisme de l'edat mitjana i de la teologia. | » |

La posició ortodoxa oriental sobre l'energia, per exemple, sovint es contrasta amb la posició de l'Església Catòlica Romana, i en part això s'atribueix a diferents interpretacions d’Aristòtil i Plotí, ja sigui a través de Tomàs d'Aquino per als catòlics romans o Gregori Palamàs per als cristians ortodoxos.
El neoplatonisme i les idees de Plotí també van influir en l'islam medieval, ja que els abbàssides mutazilites van fusionar conceptes grecs en textos estatals patrocinats, i també van trobar una gran influència entre els filòsofs xiïtes ismaelís i perses, com Muhammad al-Nasafi i Abu-Yaqub Ishaq ibn Àhmad as-Sijí. Al segle XI, el neoplatonisme va ser adoptat per l'estat fatimita d'Egipte i ensenyat pel seu da'i. El neoplatonisme va ser portat a la cort fatimita per Hamid al-Din al-Kirmani, tot i que els seus ensenyaments diferien de Nasafi i Sijistani, que estaven més alineats amb els ensenyaments originals de Plotí. Al seu torn, els ensenyaments de Kirmani van influir en filòsofs com Nasir Khusraw de Pèrsia.

### El judaisme
Igual que amb l'islam i el cristianisme, el neoplatonisme en general i Plotí en particular van influir en el pensament especulatiu. Pensadors notables que expressen temes neoplatònics són Avicebró (llatí: Avicebron) i Moses ben Maimon (llatí: Maimònides). Igual que amb l'islam i el cristianisme, la teologia apofàtica i la naturalesa privativa del mal són dos temes destacats que aquests pensadors van recollir de Plotí o dels seus successors.

### Renaixement
En el Renaixement, el filòsof Marsilio Ficino va establir una Acadèmia sota el patrocini de Cosme de Medici a Florència, reflectint la de Plató. La seva obra va ser de gran importància per conciliar directament la filosofia de Plató amb el cristianisme. Un dels seus alumnes més distingits va ser Pico della Mirandola, autor d’Una oració sobre la dignitat de l'home.

### Gran Bretanya
A Gran Bretanya, Plotí va ser la influència cardinal en l'escola dels platònics de Cambridge del segle xvii, i en nombrosos escriptors, des de Samuel Taylor Coleridge fins a WB Yeats i Kathleen Raine.

### Índia
Sarvepalli Radhakrishnan i Ananda Coomaraswamy van utilitzar l'escriptura de Plotí en els seus propis textos com una elaboració superlativa del monisme indi, específicament el pensament Upanishadic i Advaita Vedantic. Coomaraswamy ha comparat els ensenyaments de Plotí amb l'escola hindú d’Advaita Vedanta (advaita, no dos o no dual). M. Vasudevacharya diu: «Tot i que Plotí no va aconseguir mai arribar a l'Índia, el seu mètode mostra una afinitat amb el 'mètode de la negació' tal com s'ensenya en alguns dels Upanishads, com el Brhadaranyaka Upanishad, i també amb la pràctica del ioga».
L'Advaita Vedanta i el neoplatonisme han estat comparats per JF Staal, Frederick Copleston, Aldo Magris i Mario Piantelli, Radhakrishnan, Gwen Griffith-Dickson, i John Y. Fenton.
La influència conjunta de l'advaitina i les idees neoplatònices sobre Ralph Waldo Emerson va ser considerada per Dale Riepe el 1967.